# Казйозйо
Казйо́зйо (англ. Kazyozyo) — традиційна громада у складі дистрикту Мчинджі Центрального регіону Малаві.
Населення — 3971 особа (2018).